# Celine: A világ szemén keresztül
A Celine: A világ szemén keresztül (Celine: Through the Eyes of the World) Céline Dion kanadai énekesnő dokumentum- és koncertfilmje, mely a Taking Chances Tour koncertkörút eseményeiből készült.
2010. február 16-án mutatták be először Miamiban, a DVD egy nappal később jelent meg a The Hot Ticket, a Sony Pictures Entertainment egyik részlegének forgalmazásában. Francia nyelvterületeken Céline autour du monde címen adták ki, Québecben 2010. február 11-én jelent meg.

## Cselekmény
|  | Alább a cselekmény részletei következnek! |

A 2008-ban zajlott Taking Chances Tour koncertkörút során Dion öt kontinens huszonöt országában összesen 132 koncertet adott. A körút igazán sikeresnek bizonyult, több mint 3 millió jegyet adtak el világszerte. A turné ideje alatt a forgatócsoport 800 órányi felvételt készített. Számos, a koncertek közötti, a színfalak mögötti jelenet készült, melyek által a rajongók betekintést nyerhettek egy ilyen turné hátterében, előkészületeibe és az énekesnő családi életébe is.
A Sony nemzetközi forgalmazásért felelős elnöke, Rory Bruer azt nyilatkozta a filmről: „A rajongók számára ez egy lehetőség, hogy halljanak egy remek hangú színészt a színpadon és bepillantást nyerjenek az életébe is.”
Dion szerint „ez egy csodálatos világ körüli turné volt, de ez a film jóval több puszta koncertfilmnél. Hagytam, hogy a kamerák kövessenek mindenhova. Van sok jó és rossz pillanat, és nagyon személyes... és kétségtelenül a legbizalmasabb utazás, amit valaha is megosztottam a rajongóimmal.”
|  | Itt a vége a cselekmény részletezésének! |

## Megjelenés
A film az Egyesült Államokban, Kanadában, az Egyesült Királyságban és Ausztráliában 2010 februárjában került műsorra. Február 17-től nyolc napon keresztül tekinthették meg a rajongók Észak-Amerika legtöbb filmszínházában. A jegyeket 2010. január 22-től árusították, melyekhez a The Hot Ticket weboldalán lehetett hozzájutni. A Sony Ausztráliában csak egy héttel későbbre tette a mozibemutatót.

## Népszerűsítés
Dion Oprah Winfrey talkshowjában beszélt a közeledő filmről, a The Oprah Winfrey Show ezen műsorát 2010. február 10-én sugározták.
Február 15-én Larry King műsorában szintén interjú készült az énekesnővel, melynek során a filmről beszélt, ezután 16-án került sor a miami premiervetítésre.

## Listahelyezések és minősítések
| Lista                              | Legjobb helyezés |
| ---------------------------------- | ---------------- |
| Ausztrál zenei DVD lista           | 2                |
| Osztrák zenei DVD lista            | 8                |
| Flamand zenei DVD lista            | 1                |
| Vallon zenei DVD lista             | 1                |
| Cseh zenei DVD lista               | 5                |
| Kanadai zenei DVD lista            | 1                |
| Dán zenei DVD lista                | 3                |
| Holland zenei DVD lista            | 2                |
| Finn zenei DVD lista               | 7                |
| Francia zenei DVD lista            | 2                |
| Német zenei DVD lista              | 6                |
| Magyar zenei DVD lista             | 3                |
| Ír zenei DVD lista                 | 5                |
| Olasz zenei DVD lista              | 3                |
| Új-Zélandi zenei DVD lista         | 2                |
| Portugál zenei DVD lista           | 8                |
| Dél-Afrikai zenei DVD lista        | 2                |
| Spanyol zenei DVD lista            | 17               |
| Svéd zenei DVD lista               | 2                |
| Svájci zenei DVD lista             | 4                |
| Brit zenei DVD lista               | 1                |
| Amerikai Billboard zenei DVD lista | 2                |

| Ország        | Minősítés  |
| ------------- | ---------- |
| Ausztrália    | Arany      |
| Kanada        | 2x gyémánt |
| Franciaország | Platina    |
| USA           | Arany      |